# Graham Phillips
Graham Phillips (Laguna Beach, 14 de abril de 1993) é um ator, diretor e cineasta dos Estados Unidos que recentemente desempenhou o papel principal no filme Ben 10: Corrida Contra o Tempo, do canal Cartoon Network.
No Verão de 2008, ele fez o papel de Evan  Goldman , em uma produção de Goodspeed de Jason Robert Brown. Um novo musical sobre crescer, 13. Ainda naquele ano, 13 se mudou para Broadway, o que tornou essa produção, a primeira da Broadway com um elenco todo adolescente. Ele recebeu números grandes em "13" / "Becoming a Man" , "Being a Geek" , "Tell Her" e "Getting Over It" juntamente com as participações menores em outras canções, como "Getting Ready" e muito mais. "13" foi um enorme sucesso até o seu fechamento em 4 de Janeiro de 2009.
Também gravou ao lado da atriz e cantora Ariana Grande a música: "Stick Around". Os dois conheceram-se no musical "13" (onde Ariana interpretou a personagem Charlotte) e namoraram de 2008 a 2011.
Atualmente, está atuando na série dramática The Good Wife, no Universal Channel.
Em 2017, atuou como Nick St Clair na segunda temporada de Riverdale, série da emissora The CW.